# Nantwich
Nantwich este un oraș în comitatul Cheshire, regiunea North West, Anglia. Orașul se află în districtul Crewe and Nantwich. 